# Gemeinde Mežica

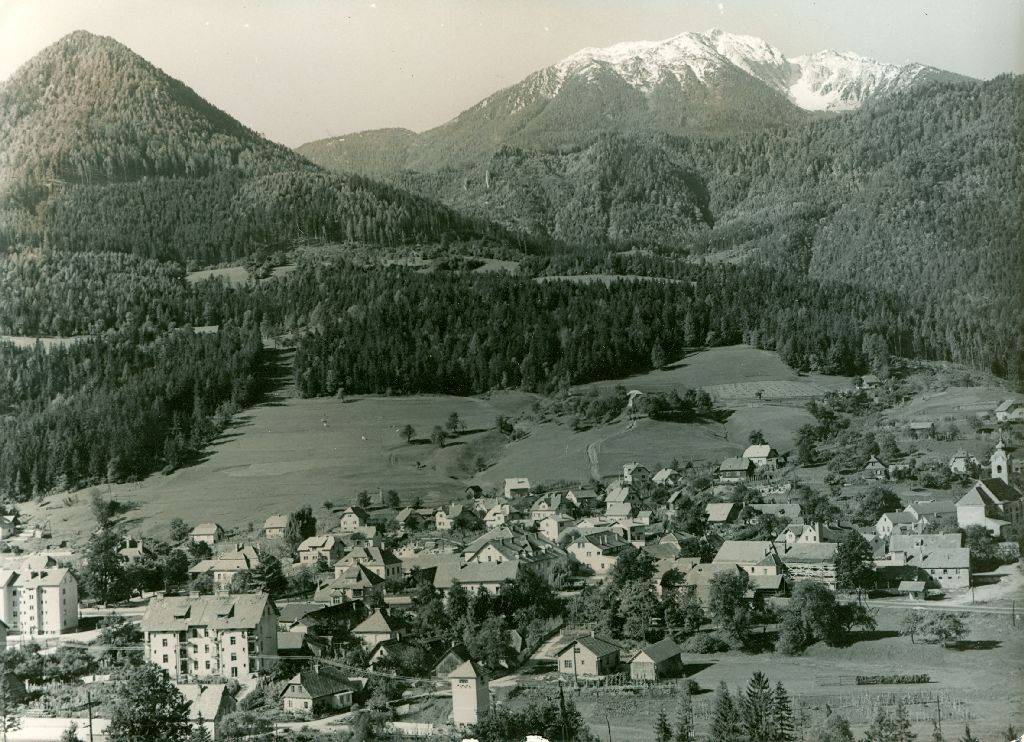
Mežica, 1967

Mežica (deutsch Mießdorf) ist der Name einer Gemeinde und ihres Hauptortes Mežica in Slowenien. Sie liegt in der historischen Landschaft Koroška (Slowenisch-Kärnten) und in der gleichnamigen statistischen Region.

## Lage
Mežica liegt im Mežatal (Mieß) in den Karawanken (Karavanke) auf 495 m. ü. A. Straßenverbindungen bestehen entlang des Tals nach Prevalje und Črna, sowie Richtung Österreich nach Bleiburg.

## Ortschaften
Die Gemeinde umfasst sechs Ortschaften. Die deutschen Exonyme in den Klammern wurden bis zum Abtreten des Gebietes an das Königreich der Serben, Kroaten und Slowenen im Jahr 1918 verwendet.
- Breg
- Lom (Lamberg)
- Mežica (Mießdorf)
- Onkraj Meže (Mießberg jenseits)
- Plat (Platt)
- Podkraj pri Mežici (Mießberg diesseits)

## Sehenswürdigkeiten
- Das ehemalige Blei- und Zinkbergwerk im Berg Petzen (2125 m), das 1994 stillgelegt wurde, ist heute ein Schaubergwerk. Im dazugehörigen Museum werden Mineralien und Fossilien ausgestellt.[4]

Ein Teil der Stollen wurde zu unterirdischen Radwegen ausgebaut. Sie können von Mountainbikern im Rahmen von geführten Touren (Stollenbiken) befahren werden. Eine tiefer gelegene Ebene des stillgelegten Bergwerks, die unter Wasser steht, weil das eindringende Wasser nicht mehr abgepumpt wird, nutzt man für Touren mit Kanus. Auch dieses touristische Angebot kann nur gegen Voranmeldung sowie in geführten Gruppen in Anspruch genommen werden.

## Nachbargemeinden
| Bleiburg (A)              | Prevalje                                    | Prevalje         |
| Feistritz ob Bleiburg (A) | Kompassrose, die auf Nachbargemeinden zeigt | Prevalje         |
| Črna na Koroškem          | Črna na Koroškem                            | Črna na Koroškem |